# U Pana Boga za Piecem
U Pana Boga za Piecem – zespół wokalno-instrumentalny wykonujący poezję śpiewaną. Wymieniany jest jako jeden  z kręgu "Krainy łagodności", występujący w projekcie "W górach jest wszystko co kocham". Zespół tworzy małżeństwo Sylwestra i Krystyny Szweda oraz kilka zaprzyjaźnionych osób. 
Prócz własnej twórczości, szczególnym sentymentem zespół darzy dokonania Boba Dylana. Tłumaczenia tekstów w wersji Sylwestra Szweda (autora większości tekstów i piosenek zespołu) w całości oddają klimat twórczości Boba Dylana.

## Muzycy

### Obecny skład zespołu (2011)
- Sylwester Szweda – słowa, muzyka, śpiew, gitara akustyczna, harmonijka
- Krystyna Szweda – śpiew, instrumenty perkusyjne
- Szymon Gołąbek – gitara akustyczna, gitara elektryczna
- Adam Wosz – gitara akustyczna, gitara elektryczna
- Przemek Laszczyk – gitara basowa
- Marek Romanowski – perkusja

## Dyskografia
- "My Poeci" (1993) - (Towarzystwo Wzajemnej Adoracji)
- Zlećcie się bociany (2005)
- Ot tak...  (2007)
- Studnia  (2008)
- " W Światło ubrani" (2009)